# In Berlin wächst kein Orangenbaum
In Berlin wächst kein Orangenbaum ist ein deutscher Spielfilm von Kida Khodr Ramadan aus dem Jahr 2020.

## Handlung
Nabil Ibrahim sitzt seit 15 Jahren im Gefängnis, verurteilt wegen des Mordes an einem Polizisten. Er hat Krebs im Endstadium und wird daher frühzeitig entlassen. Nabil hat eigentlich mit seinem Leben abgeschlossen, aber vor seinem Tod will er noch seinen Anteil an der Beute bei einem früheren Raubüberfall bekommen. Das Geld will er seiner Ex-Freundin Cora übergeben, die in der brandenburgischen Provinz lebt. Sie hat eine 17-jährige Tochter namens Juju, die nicht weiß, wer ihr Vater ist. Nabil wird klar, dass er der Vater ist, und er versucht, das Mädchen besser kennen zu lernen. Gemeinsam fahren Vater und Tochter nach Berlin und suchen Nabils ehemaligen Komplizen Ivo auf. Der weigert sich jedoch, das erbeutete Geld herauszugeben. Nachdem es Nabil und Juju gelungen ist, durch Tricks und Zufälle an das Geld zu kommen, fahren Vater, Mutter und Kind mit einem Orangenbaum im Gepäck mit dem Auto nach Beirut, da es Nabils letzter Wunsch ist, seiner Tochter seine Geburtsstadt zu zeigen.

## Rezeption
Sonja Zekri kritisierte in der Süddeutschen Zeitung, einige der Handlungsstränge seien nicht „rund“, dennoch bereite „diese schmutzige kleine Kiez-Studie“ Vergnügen, besonders wegen der Besetzung und des Realismus des Films. „In Berlin wächst kein Orangenbaum ist ein Film mit Dreck unter den Nägeln. Für diese Eigenschaft sollten Festivals einen Sonderpreis einrichten.“
Tilmann P. Gangloff lobte auf evangelisch.de besonders das Zusammenspiel zwischen Kida Khodr Ramadan und  Emma Drogunova, Letztere entwickele „mehr und mehr den Status einer Schauspielerin, deren Mitwirkung allein bereits ein Einschaltgrund ist.“ Sehenswert sei auch „die optische Umsetzung durch den ohnehin vortrefflichen Kameramann Ngo The Chau“.

## Drehorte
Der Film wurde in Teilen in der brandenburgischen Stadt Storkow (Mark) sowie in Friedersdorf, Wolzig, im Wrangelkiez (Kreuzberg) und am Nettelbeckplatz in Berlin-Wedding gedreht.